# Монтагью (остров)
Монтагью (англ. Montagu Island) — пустынный необитаемый остров размерами 10 x 12 км, между островами Бристол и Сондерс, в архипелаге Южные Сандвичевы острова в южной части Атлантического океана. Самый большой по площади и самый высокий остров в архипелаге. Входят в состав заморской территории Великобритании Южная Георгия и Южные Сандвичевы Острова (то есть принадлежит Великобритании, но не являются её частью). Площадь — 110 км².

## Геология
Более 90 % территории острова покрывает ледник. Гора Белинда, возвышающаяся на 1370 м над уровнем океана, представляет собой вулканическую постройку. До 2002 года, когда произошёл небольшой выброс пепла, полагали, что этот вулкан является неактивным. На спутниковых снимках, сделанных в ноябре 2005, было обнаружено, что в результате извержения вулкана Белинда, из лавового озера в кратере, в море у северного побережья острова излился поток лавы, увеличивший площадь острова на 0,2 квадратного километра. На протяжении полутора километров лавовый поток проплавил ледниковый щит до поверхности. На спутниковых снимках видны следы воздействия на ледник уникального подлёдного извержения.

## История
Остров открыл Джеймс Кук в 1775 году и назвал остров в честь Джона Монтагью — 4 Графа Сэндвича и Первого лорда британского Адмиралтейства (на время открытия). Первая официальная высадка произошла в 1908 году, когда на остров высаживался норвежский китобой Карл Ларсен.